# Dicranota subtumidosa
Dicranota (Rhaphidolabis) subtumidosa là một loài ruồi trong họ Pediciidae. Chúng phân bố ở vùng Indomalaya.